# Pachybolus excisus
Pachybolus excisus är en mångfotingart som beskrevs av Cook 1897. Pachybolus excisus ingår i släktet Pachybolus och familjen Pachybolidae. Inga underarter finns listade i Catalogue of Life.